# Bojana Stamenov
Bojana Stamenov (cyr. Бојана Стаменов; ur. 24 czerwca 1986 w Belgradzie) – serbska piosenkarka.
Finalistka trzeciej edycji programu Ja imam talenat (2012). Reprezentantka Serbii w finale 60. Konkursie Piosenki Eurowizji (2015).

## Kariera muzyczna
Śpiewa od siódmego roku życia. Ukończyła klasę gitarową, lutniczą i śpiewu renesansowego szkoły muzycznej. Nazywana jest „serbską Arethą Franklin”.
W 2010 zaśpiewała gościnnie w duecie z Aleksem Jeliciem w utworze „Ludi i mladi”, umieszczonym na albumie piosenkarza pt. Javna tajna. W 2012 zajęła czwarte miejsce w trzeciej edycji programu Ja imam talenat, a także zaśpiewała gościnnie w utworach: „I Feel Free” Deejaya Playi i „Spinnin’” Pookiego, z którym w 2013 nagrała także utwór „There’s No Need to Be Shy”.

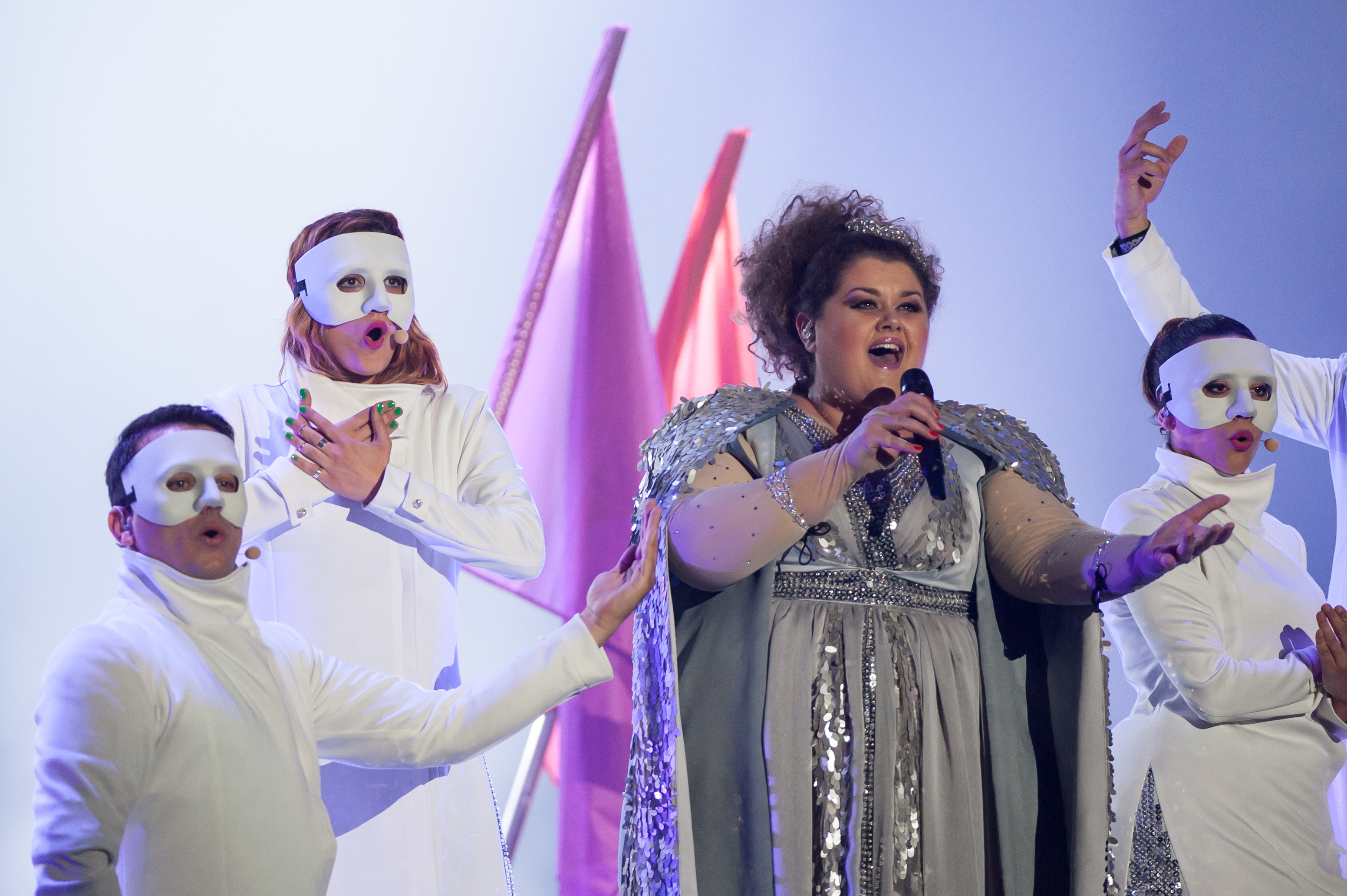
Bojana Stamenov podczas prób do występu w 60. Konkursie Piosenki Eurowizji w Wiedniu, maj 2015

15 lutego 2015 wygrała krajowe eliminacje do 60. Konkursu Piosenki Eurowizji, do których zgłosiła się z utworem „Ceo svet je moj”. Miesiąc później ogłoszono, że podczas konkursu wykonana anglojęzyczną wersję piosenki, „Beauty Never Lies”. W maju nagrała również jej hiszpańskojęzyczną wersję, „El mundo bajo mis pies”. 19 maja wystąpiła w pierwszym półfinale Eurowizji 2015 i z dziewiątego miejsca zakwalifikowała się do finału, w którym zajęła 10. miejsce po zdobyciu 53 punktów. Po konkursie zajęła drugie miejsce w plebiscycie do Nagrody im. Barbary Dex przyznawanej najgorzej ubranemu artyście eurowizyjnemu. Również w 2015 uczestniczyła w szóstej edycji reality show Farma, opuściła program pod koniec grudnia.
20 lutego 2018 wystąpiła gościnnie podczas Beoviziji 2018, serbskich eliminacji do Konkursu Piosenki Eurowizji.